# Martial Artist Ami
Martial Artist Ami (グラドルバトル　格闘美少女AMI) es una película japonesa, del 10 de abril de 2009, producida por Zen Pictures. Es una película del género tokusatsu, de acción y aventuras, con artes marciales, dirigido por Kanzo Matsuura y protagonizada por Saki Shimada.
El idioma es en japonés, pero también está disponible con subtítulos en inglés, en DVD o descargable por internet.

## Argumento
Ami es la hija de un famoso maestro de artes marciales llamado Cervantes Iwaki.
Ella parece una estudiante de secundaria normal, pero Ami ha estado especialmente entrenada en las artes marciales por su padre desde la niñez.
Aunque ya es una luchadora con excepcionales habilidades y poderes, Ami lleva una vida pacífica como cualquier otra estudiante de su edad.
Un día Cervantes es visitado por el asesino Crown y un grupo de luchadores de artes marciales a su cargo con quienes acordó un contrato en el pasado, pero Cervantes les asegura que dicho contrato a expirado.
En respuesta, Crown quiere llevarse al hijo de Cervantes como sucesor del gran luchador que es él, para que forme parte de su grupo de luchadores, pero Cervantes se niega.
Cuando los luchadores de Crown atacan a Cervantes, Ami acude en su ayuda. 
Ami se tendrá que enfrentar a los asesinos más poderosos a cargo de Crown, que son Armageddos Shinozaki y Medusa Tatsunami.